# Juba (Võru)
Jubaa (további elnevezései: Juppa, illetve Jubale) falu Észtország déli részén, Võru megyében, Võrutól 4 kilométernyire dlnyugatra, Võru község területén. Lakossága 2011-ben 51 fő volt.

## Fekvése
Võrutól 4 km-re délnyugatra fekszik, a 67-es számú útvonal mellett, a Vagula-tótól délre. A falu a Haanja-dombságtól északnyugatra fekszik. A faluban található az 1,5 hektáron elterülő Juba-tó, valamint attól délkeletre, a falu külterülete közelében az 1,5 hektáros vízfelülettel rendelkező Kublitsa-tó.

## Története
1684-ben a korabeli térképeken nem szerepel itt lakott település. A falu nevét először 1765-ben említik írásos források. 1798-ban egy kúria épült a falu központjában. 
1993-ban hozták létre a 32 hektáros Tsiatsungõlmaa lőteret a falu határában.

## Népessége
A település népessége az utóbbi években az alábbi módon alakult:
| Lakosok száma | 51   | 63   | 63   |
|               | 2011 | 2019 | 2020 |

## Fordítás
- Ez a szócikk részben vagy egészben  a   Juba című észt Wikipédia-szócikk ezen változatának fordításán alapul.  Az eredeti cikk szerkesztőit annak laptörténete sorolja fel. Ez a jelzés csupán a megfogalmazás eredetét és a szerzői jogokat jelzi, nem szolgál a cikkben szereplő információk forrásmegjelöléseként.